# Maserati (gruppo musicale)
I Maserati sono un gruppo musicale statunitense di Athens, Georgia. Il loro sound è stato descritto come una combinazione di influenze post-rock e psichedeliche. Sono un gruppo strumentale e la loro musica è basata sulla classica strumentazione rock formata da chitarra, basso e batteria. Sono sotto contratto con la Temporary Residence Limited, etichetta di Brooklyn, New York.

## Storia
I Maserati si sono formati nel gennaio del 2000 e nel 2001 hanno pubblicato il loro EP di debutto, 37:29:24. Nel 2002 hanno pubblicato il loro disco d'esordio, The Language of Cities, su Kindercore Records. Nel 2003 hanno pubblicato Confines of Heat, un EP/DVD split con i The Mercury Program, di Gainesville, Florida.
Dopo un tour in Giappone nel 2004 il batterista Phil Horan ha lasciato il gruppo. Anche Matt Cherry ha lasciato temporaneamente il gruppo ed è stato rimpiazzato da Tristan Wraight. Nel 2004 hanno pubblicato un 7'' e un CD split con i Cinemechanica e i We Versus the Shark su Hello Sir Records.
All'inizio del 2005 Matt Cherry è rientrato nella band assieme a Jerry Fuchs alla batteria. Il gruppo ha intrapreso una direzione maggiormente influenzata da psichedelia e space rock e nel 2007 ha firmato con la Temporary Residence, sotto cui ha pubblicato l'album Inventions for the New Season. Nel 2008 hanno pubblicato un 12" di brani tratti da Inventions for the New Season remixati da Thee Loving Hand e Justin Van Der Volgen. A questo album è seguito un LP split con gli Zombi all'inizio del 2009, oltre a una raccolta di rarità, Passages, pubblicata dalla Temporary Residence.
L'8 novembre 2009, attorno all'1:00, Fuchs è morto cadendo nella tromba di un ascensore a Williamsburg. La ABC ha riportato la notizia affermando che "stava cercando di uscire da un ascensore bloccato, quando i suoi vestiti sono rimasti impigliati in qualcosa". Il batterista stava partecipando a un party privato per raccogliere fondi destinati alle scuole in India. Aveva 34 anni.
L'11 agosto 2010 i Maserati hanno annunciato l'uscita per il 9 novembre di un nuovo album sotto Temporary Residence, Pyramid of the Sun, la loro prima pubblicazione dalla morte di Jerry Fuchs. Nel comunicato stampa si afferma che la band si è presa del tempo extra per curare al meglio quello che è il lavoro finale di Fuchs.
Nel 2010 e all'inizio del 2011 la band è stata costantemente in tour in Europa e negli Stati Uniti con A.E. Paterra (Zombi, Majeure) alla batteria.
Nel marzo del 2012 i Maserati hanno completato le registrazioni di Maserati VII, che è stato pubblicato il 12 ottobre su Temporary Residence Ltd. Registrato da Kevin Ratterman a Louisville, Kentucky, è il primo album con il batterista Mike Albanese (Cinemechanica, Shannon Wright) e vede la partecipazione di Steve Moore degli Zombi, che ha eseguito le parti di sintetizzatore e ha mixato il disco.
Nel marzo del 2015 i Maserati hanno annunciato che hanno iniziato a registrare un nuovo album. Rehumanizer è uscito nell'ottobre dello stesso anno.
Josh McCauley ora suona negli A.Armada, una band post-rock di Athens.

## Formazione

### Formazione attuale
- Coley Dennis - chitarra
- Matt Cherry - chitarra
- Chris McNeal - basso
- Mike Albanese - batteria

### Ex componenti
- A.E. Paterra - batteria
- Jerry Fuchs (deceduto) - batteria
- Steve Scarborough - basso
- Phil Horan - batteria
- Josh McCauley - chitarra (tour)
- Tristan Wraight - chitarra (tour)

## Discografia
- 37:29:24 (2001, autoprodotto, fuori stampa)
- The Language of Cities (2002, Kindercore)
- The Language of Cities + 2 - Japan release (2003, Human Highway)
- Maserati / The Mercury Program - Confines Of Heat EP+DVD (2003, Kindercore)
- Maserati / The Mercury Program - Confines of Heat LP (2003, Hello Sir)
- Towers Were Wires/Asymmetrical Threats 7" (2004, Hello Sir)
- Maserati / Cinemechanica / We Versus the Shark - Split EP (2004, Hello Sir)
- Inventions for the New Season (2007, Temporary Residence)
- Inventions Remixes 12" ( Temporary Residence, 2008)
- Split con gli Zombi (Temporary Residence, 2009)
- Passages (Temporary Residence, 2009)
- Pyramid of the Moon 12" (Temporary Residence, 2010)
- Pyramid of the Sun LP (Temporary Residence, 2010)
- Maserati VII (Temporary Residence, 2012)
- Rehumanizer (Temporary Residence 2015)
- Enter the Mirror (Temporary Residence, 2020)